# Fria syriska armén
Fria syriska armén (arabiska: الجيش السوري الحر, al-Jaysh as-Sūrī al-Ḥurr), i engelskspråkig media ofta förkortad FSA, är en gerillaorganisation i Syrien som är en av parterna i det pågående syriska inbördeskriget. Fria syriska armén bildades officiellt den 29 juli 2011, då de folkliga protesterna mot landets regering började resultera i storskaligt våld, och är sammansatt av trupper från en mängd olika krigförande parter, bland annat avhoppare från Syriens armé, stamkrigare, frivilliga ur lokalbefolkningen, utländska legosoldater och diverse övriga politiska och religiösa motståndare till regeringen.

## Historia

### Bildande
Fria syriska armén bildades ursprungligen av desertörer från det syriska försvaret som vägrade lyda order att beskjuta demonstranter i början av upproret som efterträdde de fredliga folkliga protesterna mot Syriens regering under våren 2011. Då armén gick in på stor skala för att krossa demonstrationer och upplopp runtom i landet, inte minst i staden Dara mars-april 2011, eskalerade våldsamheterna och en del soldater vägrade att lyda order. Vissa av desertörerna rapporterades få hjälp och skydd av demonstranterna och mot början av sommaren 2011 hade antalet desertörer ökat markant, hotet om arkebusering avskräckte inte många soldater från att fly sina positioner och organisera väpnat motstånd mot myndigheterna. 29 juli 2011 meddelade så den deserterade flygvapenöversten Riad al-Asaad att han hade låtit grunda Fria syriska armén för att samordna kampen för att störta regeringen.

### Militära framgångar 2012

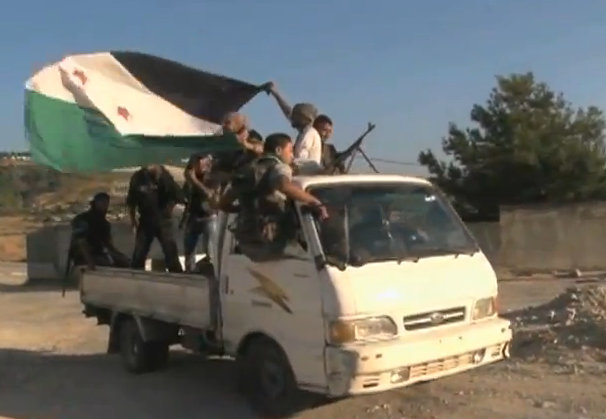
Soldater ur Fria syriska armén augusti 2012.

Den nya rebellarmén fungerade som samlande kraft för de som var villiga att strida mot regeringen och efter sommaren 2011 ökade deserteringarna från samtliga syriska försvarsgrenar i oavbruten takt, i vissa fall rapporterades hela enheter med hundratals man gå över till rebellerna. Vintern 2011–2012 gjorde avhoppade soldater landvinningar och gynnades av antalet soldater som bytte sida. Medan det stora antalet av Fria syriska arméns soldater var värnpliktiga eller lägre officerare som hade deserterat drabbades regeringen av en serie deserteringar på mycket hög nivå, 6 januari 2012 gick bland andra generalen Mustafa al-Sheikh med rebellerna. Flera andra högre officerare följde i hans led och med dem erhöll Fria syriska armén ytterligare soldater samt avancerat krigsmateriel. Enligt general Mustafa al-Sheikh hade majoriteten av desertörerna återvänt till sina familjer istället för att strida för Fria syriska armén, men han trodde ändå att man skulle kunna besegra regeringstrupperna genom ett för dem ohållbart utnötningskrig. Trots dessa förhoppningar var rebellerna fortfarande relativt dåligt sammanhållna och det fanns ingen formell befälsstruktur inom Fria syriska armén.
I januari 2012 knöt Fria syriska armén band med den exilbaserade oppositionsgruppen Syriens nationella råd som gick med på att börja propagera internationellt för att hjälpa rebellsoldaterna. I slutet av månaden när striderna nådde huvudstaden drabbades Syriens armé av ytterligare massdeserteringar då två generaler och hundratals soldater bytte sida. I februari följde befälhavare från flygvapnet och den militära underrättelsetjänsten. Samma månad tog Fria syriska armén över delar av staden Homs. I mars 2012 rapporterade turkisk media att runt 60 000 syriska soldater hade deserterat. Den 24 mars 2012 bildades ett överordnat militärkommando som skulle föra befäl över alla enheter inom Fria syriska armén. I juli genomförde rebeller inklusive Fria syriska armén en lyckad offensiv i norra Syrien och intog gränsposteringar längs den turkiska gränsen samt flera distrikt i storstaden Aleppo. Man tog också över delar av huvudstaden Damaskus i sydväst som del av en parallell offensiv som dock slogs tillbaka.

### Omorganisering
Försöket att ena de olika rebellenheterna under en befälsstruktur misslyckades dock och strategisk samordning försvårades av de olika lokala befälhavarna som till största del agerade helt oberoende av varandra. Under press från politiska krafter i utlandet som sympatiserade med rebellerna omorganiserades Fria syriska armén den 7 december 2012. I den turkiska staden Antalya sammanträdde ett par hundra representanter för olika syriska rebellgrupper och valde det 30 man starka Högsta militärrådet. Närvarande på mötet var representanter för Gulfstaternas samarbetsråd, USA, Storbritannien och Jordanien. Överste Riad al-Asaad närvarade inte på mötet men fick behålla sin post som överbefälhavare; i realiteten hade all makt överförts från honom till det nya rådet. Högsta militärrådets ledare blev brigadgeneralen Salim Idris, som utländska makter hoppades skulle kunna utgöra ett kraftfullt alternativ till de allt mäktigare islamistiska rebeller som utnyttjade kaoset i Syrien. I praktiken förändrade omorganiseringen inte mycket på marken och Fria syriska armén fortsatte vara en löst sammansatt koalition av diverse självständiga gerillagrupper.

### Bakslag under 2013 och 2014
Under våren 2013 började Fria syriska armén, som i sin helhet har en icke-religiös utformning, själv att drabbas av deserteringar. Allt fler av organisationens soldater och medlemsgrupper bytte sida till mäktiga islamistmiliser, främst al-Qaidafilialen Jabhat al-Nusra. Islamisterna blev snabbt mycket bättre uppbackade av utländska beskyddare än Fria syriska armén och kunde därför snabbt attrahera medlemmar i andra rebellorganisationer. I september 2013 rapporterades att Högsta militärrådet under general Salam Idris sponsrades med vapen och annan utrustning av CIA. Även från andra västländer och allierade stater i närregionen har Fria syriska armén fått politiskt stöd och krigsmateriel.
Förhållandet mellan Fria syriska armén och religiösa miliser som moderat islamistiska Islamiska fronten och salafistiska Jabhat al-Nusra utvecklades till ett samarbete i kampen mot den gemensamma fienden trots ideologiska skillnader rebellerna sinsemellan. Under hösten 2013 påbörjades dock lokala stridigheter inom den väpnade oppositionen när Islamiska staten i Irak och Levanten, al-Qaidafilialen i Irak, plötsligt gjorde inbrytningar i Syrien på övriga rebellers bekostnad. I september samma år rapporterade generalinspektören för det tyska försvaret att Fria syriska armén de facto hade upphört att existera på grund av motgångar i fält och massdeserteringar till väpnade islamistgrupper.
Under 2014 drevs fristående enheter under Fria syriska arméns flagg tillbaka på de flesta håll i landet, dels av regeringstrupper men också av den snabbt expanderande Islamiska staten i Irak och Levanten, som i februari 2014 till och med uteslöts från al-Qaida på grund av sina uppmärksammade våldsaktioner. Stora delar av östra Syrien föll till denna väpnade grupp, som utnyttjade vakuumet då varken regeringstrupper eller övriga rebeller lyckats säkra egen kontroll över stora delar av landet. I augusti 2014 hävdade en högt uppsatt företrädare för Islamiska staten att Fria syriska arméns närvaro i östra Syrien helt hade försvunnit på grund av att dess soldater, som tränats av USA och Turkiet, hade massdeserterat. I november 2014 kom rapporter som antydde att resterna av Fria syriska armén i den nordvästra Idlibprovinsen helt hade drivits på flykt av den mäktiga salafistiska gerillagruppen Jabhat al-Nusra, tidigare en samarbetspart i inbördeskriget, som lär ha vänt sig emot sina forna allierade som svar på USA:s bombräder.